# Нетунс
Нетунс (Нефунс, Nethuns) е бог на водите в етруската митология. Първоначално е божество на кладенците, изворите и реките, по-късно става бог и на морето. Изобразяван е като гол мъж с брада и тризъбец, подобно на древногръцкия бог Посейдон, а също и с корона от листа в косата. Освен тризъбецът, символи на Нетунс са и водното конче, делфинът и котвата.
Приема се, че Нетунс съответства на римския бог Нептун. Смятан е за покровител на древния град Ветулония.